# Eduard-Bernhard-Preis
Der Eduard-Bernhard-Preis des BUND Hessen wird in Erinnerung an Eduard Bernhard für besonders starkes Engagement für Umwelt und Naturschutz verliehen. Der Preis ist mit einem Preisgeld von 1.000 Euro dotiert, außerdem wird eine Plastik in Form einer Erdkugel übergeben. Die Preisträger werden vom Vorstand des BUND Hessen ausgewählt.
Mit der Verleihung des Preises erinnert der BUND Hessen an das unermüdliche Engagement Eduard Bernhards für den Umweltschutz und gegen die Atomenergie, vor allem hinsichtlich der Schließung der Hanauer Firma Nukem, die nukleare Brennelemente produzierte.
Bisher wurden folgende Personen ausgezeichnet:
- 2023 Joachim Wille für seine Pionierarbeit im Umweltjournalismus und seine kritische Berichterstattung[1]
- 2022 Dirk Treber für sein unermüdliches Engagement gegen den Ausbau des Frankfurter Flughafens[1]
- 2021 Gabriele Purper für ihren beruflichen und ehrenamtlichen Einsatz für die Energiewende, Energieeffizienz und Klimaschutz in Hessen[1]
- 2019 Brigitte Martin für ihre über 30-jährige erfolgreiche Arbeit sowohl im BUND Hessen als auch in zahlreichen Projekten der Umweltarbeit und -bildung, darunter die Gründung des Arbeitskreises „Stadtnatur“.
- 2018 Florian Schwinn für seine Umweltberichterstattung und das Buch Tödliche Freundschaft.
- 2017 Dr. Rainer Plasa für über 30-jährige, sehr erfolgreiche Arbeit im Facharbeitskreis Wasser auf Landesebene und im Kreis- und Ortsverband Darmstadt.
- 2016 Elmar Diez für 40-jährige Arbeit im BUND Hanau und darüber hinaus.[2][3]
- 2013 Stephan Consemüller für 20-jährige Arbeit im BUND-Ortsverband Gelnhausen[4]
- 2012 Traude Ackermann und Hans Ackermann für ihre langjährige Arbeit im Kreisverband Marburg-Biedenkopf und im Landesarbeitskreis Energie des BUND Hessen[5]
- 2010 Käte Raiss und Walter Raiss für ihr jahrelanges Engagement im BUND
- 2009 Gudrun Pausewang für ihr Buch Die Wolke[6]